# Zelina Vega
Thea Megan Trinidad (ur. 27 grudnia 1990 w Nowym Jorku) – amerykańska wrestlerka. Obecnie związana jest z federacją WWE, gdzie nosi pseudonim Zelina Vega.
Rozpoczęła karierę zawodniczą w 2010. W tym samym roku zaczęła występy w Total Nonstop Action Wrestling (TNA) jako Rosita. Jest jednokrotną TNA Knockouts Tag Team Championką, które zdobyła razem z Saritą. Rywalizowała także w takich federacjach jak: Women Superstars Uncensored, Consejo Mundial de Lucha Libre, Global Force Wrestling, Shine Wrestling i World Wonder Ring Stardom. W latach 2017–2020 była związana z WWE, gdzie przyjęła pseudonim ringowy Zelina Vega. W czerwcu 2021 roku odnowiła kontrakt z firmą. W październiku tego samego roku Vega została inauguracyjną zwyciężczynią turnieju Queen’s Crown, zostając ogłoszona mianem „królowej ringu”, a następnie przybierając pseudonim Queen Zelina. Miesiąc później wraz z Carmellą zdobyły WWE Women’s Tag Team Championship, co uczyniło ją trzecią osobą, zaraz po Cassie Lee i Jessice McKay, która wygrała zarówno Knockouts Tag Team Championship, w TNA (obecnie znane jako Impact Wrestling) i Women’s Tag Team Championship, w WWE. 

## Mistrzostwa i osiągnięcia
- Pro Wrestling Illustrated
  - Inspirational Wrestler of the Year (2011)[8]
  - PWI umieściło ją na 31. miejscu rankingu wrestlerek PWI Top 50 w 2011[9]
- Total Nonstop Action Wrestling
  - TNA Knockouts Tag Team Championship (1 raz) – z Saritą
- WWE
  - WWE Women’s Tag Team Championship (1 raz) – z Carmellą[10]
  - Queen’s Crown (2021)[6]